# يوجين غوردن
يوجين غوردن (بالإنجليزية: Eugene I. Gordon) (و. 1930 – 2014 م) هو فيزيائي، ومهندس من الولايات المتحدة الأمريكية . ولد في نيويورك .
وكان عضواً في جمعية مهندسي الكهرباء والإلكترونيات، والأكاديمية الوطنية للهندسة .

## التعليم
تعلم في كلية مدينة نيويورك، ومعهد ماساتشوست للتكنولوجيا

## جوائز
حصل على جوائز منها:
- وسام إديسون (1984).